# Bartow County
Bartow County je okres ve státě Georgie ve Spojených státech amerických. K roku 2011 zde žilo 100 421 obyvatel. Správním městem okresu je Cartersville, což je rovněž jeho největší město. Celková rozloha okresu činí 1 218 km². Založen byl 3. prosince 1832.